# 花合野川
花合野川（かごのがわ）は、大分県由布市湯布院町湯平の中央部を流れる大分川水系支流の河川。川沿いの谷間には湯平温泉がある。
花合野川周辺はゲンジボタル鑑賞のスポットにもなっており、地元の人々や観光客に親しまれている。

## 花合野川発電所
同河川から取水し、農業用水路で導かれた水を89.86ｍの落差を利用して発電を行っている。